# Remi, Nobody’s Girl
«Бездомная девочка Реми» (яп. 家なき子レミ Иэ наки ко Рэми) — 23-е аниме из серии «Театр мировых шедевров» студии Nippon Animation. Снято по мотивам романа «Без семьи», написанного Гектором Мало в 1878 году. В оригинальной истории Реми является мальчиком. Премьера состоялась 1 сентября 1996 года на телеканале Fuji TV. Хотя в других странах сериал имел успех, в Японии на 26-й серии было решено закончить производство в связи с низкими рейтингами, а показаны были только 23 серии. Остальные три серии были показаны, когда аниме транслировалось по спутниковой телесети Animax.

## История
Реми, скромная и веселая девочка, которая отлично поёт, живёт во Франции в деревне под названием Шаванон со своей матерью и младшей сестрёнкой. Однажды она узнаёт, что она «подкидыш» и была взята на воспитание семьёй Барберин. Её отчим, Джером, оставляет работу в Париже и думает, что приёмная мать отправила Реми в сиротский приют. Он возвращается спустя 10 лет и обнаруживает, что Реми все ещё там, и приходит в ярость. Он продаёт Реми злобному работорговцу, но её спасает бродячий артист по имени Виталис. В своём путешествии с Виталисом и его компанией ей придётся вынести и преодолеть многие трудности в поисках своей настоящей семьи.

## Персонажи
- Реми Барберен (яп. レミバルブラン Рэми Барубуран) — яркая и энергичная 10-летняя девочка. Она выросла во французской деревне под названием Чаванон, но она не знает, где она родилась. Реми прекрасная певица. После побега с Виталисом она стала петь с его труппой. Сэйю — Мицуко Хориэ.
- Анна Барберен (яп. アンヌバルブラン Анну Барубуран) — её муж, Джером, нашёл Реми, брошенного ребёнка, на углу улицы Парижа. Затем, Джером оставляет работу в Париже и Анна посвящает в эту тайну Реми. Сэйю — Кумико Хиронака.
- Нана (яп. ナナ・バルブラン Нана Барубуран) — младшая сестрёнка Реми, она настоящая дочь Анны Барберин. Сэйю — Дзюнко Симаката.
- Жером (яп. ジェロームバルブラン Дзэрому Барубуран) — приёмный отец Реми. Он нашёл Реми, брошенного ребёнка. Он уезжает в Париж для работы и надеется, что его жена избавится от Реми и отправит её в сиротский приют. Он возвращается через десять лет из-за производственной травмы и продает Реми злобному работорговцу, но её спасает Виталис. Сэйю — Масахико Танака.
- Виталис (яп. ヴィタリス Витарису) — владелец трёх собак и обезьянки. Он бродячий артист, который путешествует по всей Франции. Он хорошо играет на скрипке. На первый взгляд он кажется страшным, но он очень добрый. Он учил Реми читать и писать, потому что она не ходила в школу. Сэйю — Фубито Ямано. В его труппу входят собаки Капи (яп. カピ Капи), Зербино (яп. ゼルビーノ Дзэрубино), Дольче (яп. ドルチェ Дорутэ) и обезьянка-конферансье Джоли-Кор (яп. ジョリクール Дзёрикуру).
- Миллиган (яп. ミリガン Мириган) — английская леди, которая встречается в Тулузе Реми. Она ищет собственную дочь, которая была украдена вскоре после рождения, ею оказалась Реми, которая и была её настоящей дочерью. Сэйю — Эйко Ямада.
- Артур (яп. アーサー Аса) — сын миссис Миллиган парализован и передвигается в инвалидной коляске. Он стал хорошим другом и братом Реми. Сэйю — Юми Тома.
- Нелли (яп. ネリー Нэри). Сэйю — Мэгуми Хаясибара.
- Маттиа (яп. マチア Матиа) — один из мальчиков, который живёт с Гаспаром, он является лидером среди детей. Он хорошо играл на скрипке. Он привязался к Реми из-за её доброты и мягкости. Они обещали быть вместе навсегда, и в последнем эпизоде он обещал работать так, чтобы он смог подняться до того же социального статуса, а также попросил Реми, чтобы она была с ним всегда. Сэйю — Синобу Адати.
- Лиза (яп. リーズ Ризу). Сэйю — Мика Накаи.
- Рикардо (яп. リカルド Рикарудо) — один из мальчиков, который живёт с Гаспаром. Друг Маттиа. Сэйю — Юки Хиро.
- Марсель (яп. マルセル Марусэру). Сэйю — Кёко Цуруно.
- Мария (яп. マリア Мариа). Сэйю — Каэ Араки.
- Гаспар (яп. ガスパール Гасупару) использует бездомных детей и обращается с ними как с рабами. Он использует деньги, которые он собирает от них в своих собственных целях. Сэйю — Нобуаки Фукуда.